# Ilha Divar
A ilha Divar (em concani:  दीवाडी, Divaddi) que é uma derivação da palavra Dipavati ou "pequena ilha" em concani, é uma ilha que se encontra no rio Mandovi no estado indiano de Goa.
Encontra-se aproximadamente a 10 km rio acima de Pangim. A ilha tem comunicação com Goa Velha pelo lado sudeste, com Ribandar pelo lado sudoeste e Narve pelo lado norte, todos através do serviço de ferry boat.
A ilha de Divar é um famoso lugar de peregrinação indiana e acolheu os antigos templos de Shree Saptakoteshwar, Shree Ganesh e Shree Dwarkeshwar, entre outros. Estes foram destruídos pelos colonizadores portugueses no século XVI como parte da cristianização de Goa. Os portugueses deixaram crocodilos ao redor das águas da ilha de Divar e cortaram todos os alimentos e outros fornecimentos com o fim de pressionar às pessoas do lugar para obter convertidos. 
O cemitério atual, perto da igreja numa colina, uma vez alojou um Templo a Ganesh, que foi arrasado pelos portugueses e os indianos tiveram que tomar o ídolo Ganesh e reabilitar no povo de Khandola para perto de Marcel.
Os habitantes originais desta ilha foram as pessoas que uma vez viveram em Goa Velha, mas que tiveram que emigrar durante uma desastrosa praga que reduziu consideravelmente a população da cidade. 
Piedade é uma pequena aldeia fundada pelos portugueses que se estende na parte inferior de um pequeno morro arborizado em que se encontra a Igreja de Nossa Senhora da Compaixão. A ilha está salpicada de antigas vilas portuguesas elegantes. Desde a cume da colina, observam-se magníficas vistas panorâmicas dos arredores, como Goa, Panjim, o rio Mandovi, e as pontes que cruzam esse rio.